# Saratovský most

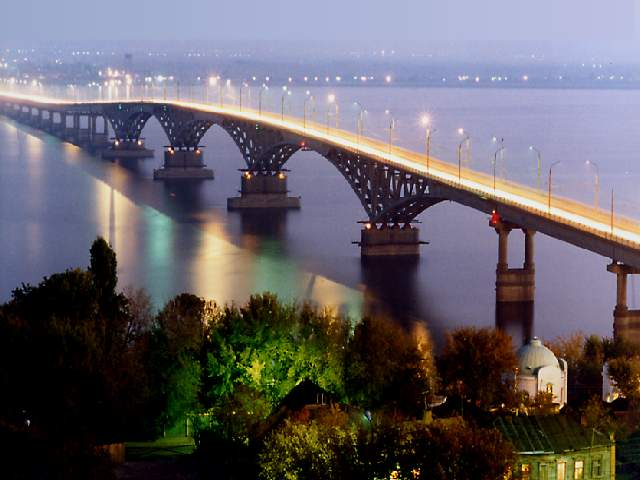
Saratovský most

Saratovský most (rusky Саратовский мост) je most přes řeku Volhu v ruském Saratově. Stavět se začal v roce 1958, otevřen byl roku 1965. S celkovou délkou 2825,8 m byl v té době nejdelším mostem v SSSR.
Přes most také vedla meziměstská trolejbusová trať, spojující Saratov a Engels. Zavedena byla dne 22. ledna 1966 (linka číslo 9). 23. března 2004 však již byla trať v havarijním stavu a došlo zde k pádu několika sloupů, na které je zavěšeno trolejové vedení. Po této nehodě byl zjištěn havarijní stav stožárů i některých mostních částí, proto došlo ke kompletní demontáži trolejbusové tratě. Následně v letech 2005 až 2014 probíhala postupná rekonstrukce celého mostu i s následnou přípravou pro obnovenou trať společně s osazením lehkých osvětlovacích podpěr. 
Dne 2. července 2021 tak opětovně došlo ke zprovoznění meziměstské trolejbusové linky mezi Saratovem a Engelsem s číslem 109, nově je na mostě trolejová trať provedena v pružném provedení s delta závěsy, které umožňují trolejbusovým vozidlům vyvinout vyšší rychlosti. Celkově je však stav mostu neutěšený a jeho další životnost je odhadována na cca 20 let, mezitím se však připravuje výstavba nového silničního mostu mezi oběma břehy Volhy.